# 環境光感測器
環境光感測器（或称周遭光传感器。英語：）是一種元件，普遍用於手機、平板電腦、手提電腦等電子移動裝置。甚至用於汽車、液晶電視等日常生活當中，環境光感測器的國際單位是勒克斯。

## 作用
當室內的燈光暗淡下來，眼睛瞳孔會放大。如電子產品螢幕亮度過高，會感到不適。環境光感測器可調整電子產品螢幕亮度達人類眼睛可接受的亮度，此元件不單可節省能源，更可延長電池壽命。

## 科技
現代環境光感測器元件的科技水準，已經達到人類眼睛最高分光視感度。環境光感測器可區分成三大類，光電晶體(Photo Transistor)、光電二極體(Photo Diode)，以及整合了放大電路的光電IC。

## 價錢
光電晶體的價格約是光電二極體的四分之三，光電IC的一半。

## 用途
電視的環境光感測器可調整螢幕亮度，令觀看電視時更清晰亮麗，得到更漂亮畫質的效果。這個元件如人類的眼睛一樣，可識別四周環境的光度，以控制顯示用的光源。 
手機在大白天或是明亮的環境，進入環境光感測器的光量多，可將背光關閉。反之，在夜間則將之開啟，其可攜式產品十分有用。因背光消耗電力，影響續航時間。在手機的構成零件中，顯示部分使用大約300mW～400mW。長時間高亮度顯示，便增大了功率耗費，大幅度降低電池使用時間。但如果藉調光就可以緩和電源的消耗。  

## 應用
2004年在歐洲所販售的手機當中，約有30%的比例使用了照度感應器。

## 標準
優秀的環境光感測器在晚上可感應低於1勒克斯，而中午則感應超過1萬勒克斯。